# ヨルダン関係記事の一覧
ヨルダン関係記事の一覧（ヨルダンかんけいきじのいちらん）は、ヨルダンに関係する記事の一覧。

## 一覧
- アカバ湾
- アジアサッカー連盟
- アブー・ダルウィーシュ・モスク
- アラビア語
- アラビア半島
- アラブ諸国
- アラブ反乱
- アラブ連盟
- アンマン
- イスラム諸国会議機構
- ヨルダン海軍艦艇一覧
- グレート・リフト・バレー
- 紅海
- サウジアラビア
- 死海
- ジャラシュ
- 歴史的シリア
- スンナ派
- 中東
- 中東戦争
- 西アジアサッカー連盟
- 日本とヨルダンの関係
- ハーシム家
- パレスチナ
- ペトラ
- マンサフ
- ヨルダン
- ヨルダン川
- ヨルダン王の一覧
- ヨルダン王妃の一覧
- ヨルダン・ディナール